# Алберто Мангел
Алберто Мангел (шп. Alberto Manguel; Буенос Ајрес, 13. март 1948) аргентинско-канадски је есејиста, романописац, преводилац, уредник и антологичар. Најпознатији је по књигама Речник измишљених места (1980), Историја читања (1996), Библиотека ноћу (2007) и романима Стивенсон под палмама (2003) и Сви су људи лажљивци (2008). Био је директор Народне библиотеке Аргентине од 2015. до 2018. Пише на енглеском и шпанском језику.

## Биографија
Алберто Мангел је рођен у Буенос Ајресу 13. марта 1948. године. Детињство је провео у Израелу, где му је отац службовао као аргентински амбасадор. Прво је научио да говори енглески и немачки језик (језике својих дадиља), а тек онда шпански језик. Школовао се у Аргентини. Са петнаест година упознао је Хорхеа Луиса Борхеса у књижари где је радио после школе. Пошто је Борхес у старости изгубио вид, Мангел је увече долазио у његов стан, где му је наглас читао књиге у периоду од 1964. до 1968. Због диктатуре, напустио је Аргентину и отишао у Европу 1968. и неколико наредних година, са изузетком једне године проведене поново у Буенос Ајресу када је радио као новинар за лист Насион, живео је у Шпанији, Француској, Енглеској и Италији, зарађујући повремено као уредник за различите издавачке куће. Средином седамдесетих година постао је помоћник уредника за Les Editions du Paciﬁque, издавачку кућу на Тахитију. Заједно са Ђанијем Гвадалупијем написао је Речник измишљених места (1982). Осамдесетих се преселио за Канаду.
Мангел је приредио више од десет антологија кратких прича са најразличитијим темама, од фантастичних до еротских. Прославио се књигом Историја читања (1996), за коју је добио француску награду "При медисис" (Prix Médicis). Књига је до данас преведена на тридесет два језика. Потом је објавио књиге У шуми иза огледала: Есеји о речима и свету (1998), Читалачке слике (2000), Са Борхесом (2004), Библиотека ноћу (2006), Град речи (2007) и романе Вести из иностранства (1991), Стивенсон под палмама (2003) и Сви су људи лажљивци (2008).
Од 2015. до 2018. био је директор Народне библиотеке Аргентине.

## Приватни живот
Оженио се са Паулин Ен Бру 1975. са којом је добио троје деце. Пар се развео 1986.
Тренутни животни партнер му је Крејг Стивенсон са којим је у вези од 1987.

## Награде
Добитник је више значајних награда и многобројних признања. Између осталих, награђен је француском наградом При медисис (Prix Médicis) за књигу Библиотека ноћу, енглеском наградом Марк Китерик за роман Вести из иностранства, италијанском наградом Гринцане Кавур, шпанском наградом Фондације Херман Санчес Руиперес, француске награде Роже Калоа за свеукупно дело. Добитник је и Гугенхајмове стипендије. У Француској му је додељена титула Витеза уметности и књижевности.

## Одабрана дела
- Речник измишљених места (The Dictionary of Imaginary Places, 1980) - у сарадњи са Ђанијем Гвадалупијем.
- Вести из иностранства (News from a foreign country came, 1991)
- Историја читања (A History of Reading, 1996)
- У шуми иза огледала: есеји о речима и свету (Into the Looking Glass Wood, 1998)
- Читалачке слике: историја љубави и мржње  (Reading Pictures: A History of Love and Hate, 2000)
- Киплинг: Кратка биографија за младе читаоце (2000)
- Како је Пинокио научио да чита (Comment Pinocchio apprit à lire, 2000)
- Стивенсон под палмама (Stevenson under the Palm Trees, 2003)
- Читалачки дневник (2004)
- Са Борхесом (With Borges, 2004)
- Повратак (El regreso, 2005)
- Изопштени љубавник (Un amant très vétilleux, 2005)
- Библиотека ноћу (The Library at Night, 2006)
- Магична земља играчака (Magic Land of Toys, 2006)
- Град речи (The City of Words, 2007)
- Хомерова Илијада и Одисеја: биографија (Homer's The Iliad and The Odyssey: A Biography, 2007)
- Сви су људи лажљивци (Todos los hombres son mentirosos, 2008)
- Читалац о читању (A Reader on Reading, 2010)
- Путник, Кула и црв: Читалац као метафора (The Traveler, the Tower, and the Worm: the Reader as Metaphor, 2013)
- Радозналост (Curiosity, 2015)
- Пакујем своју библиотеку: елегија и десет дигресија (Packing My Library, 2018)
- Бајковита чудовишта: Дракула, Алиса, Супермен и други књижевни пријатељи (-{Fabulous Monsters: Dracula, Alice, Superman, and Other Literary Friends}-, 2019.)